# Which Switch?
Which Switch? è un cortometraggio muto del 1924. Il nome del regista non viene riportato nei credit del film che è sceneggiato da Gaston Quiribet.

## Trama
Dopo aver letto sul giornale che un professore, proprietario di una collezione di preziosi, sta partendo per le vacanze, un uomo decide di tentare il colpo e di introdursi nella casa dove ha intenzione di rubare i gioielli. Si troverà alle prese con un appartamento altamente automatizzato pieno di aggeggi tecnologici come un cameriere robotizzato, un braccio meccanico che gli porgerà delle bibite in poltrona, le ciabatte ai piedi e che gli lustrerà le scarpe. Quando riuscirà a trovare la cassaforte, farà partire un allarme che arriverà alla stazione di polizia. Una finestra si aprirà e lui sarà catapultato in strada, cadendo ai piedi di un poliziotto in attesa.

## Produzione
Il film fu prodotto dalla Hepworth.

## Distribuzione
Distribuito dalla Novello-Atlas, il film - un cortometraggio in una bobina - uscì nelle sale cinematografiche britanniche nell'ottobre 1924.